# Samuele Romanini
Samuele Romanini né le 22 septembre 1976 à San Secondo Parmense est un bobeur italien.

## Palmarès

### Championnats monde
- : médaillé de bronze en bob à 2 aux championnats monde de 2007.

### Coupe du monde
- 2 podiums  : 
  - en bob à 2 : 1 victoire et 1 troisième place.

#### Détails des victoires en Coupe du monde
| Édition   | Bob à 2         |
| 2007-2008 | Cesana Torinese |